# Провинција Изу
Изу (јап. 伊豆国) је једна од 66 историјских провинција Јапана, која је постојала од почетка 8. века (закон Таихо из 703. године) до Мејџи реформи у другој половини 19. века. Изу се налазио на истоименом полуострву на јужној обали острва Хоншу, у области Токаидо.
Царским декретом од 29. августа 1871. све постојеће провинције замењене су префектурама. Територија Изуа одговара источној четвртини данашње префектуре Шизуока.

## Географија
Изу се налазио на истоименом полуострву са три стране окруженим Тихим океаном, а на северу се  граничио са провинцијама Суруга и Сагами.